# 과달루페의 성모

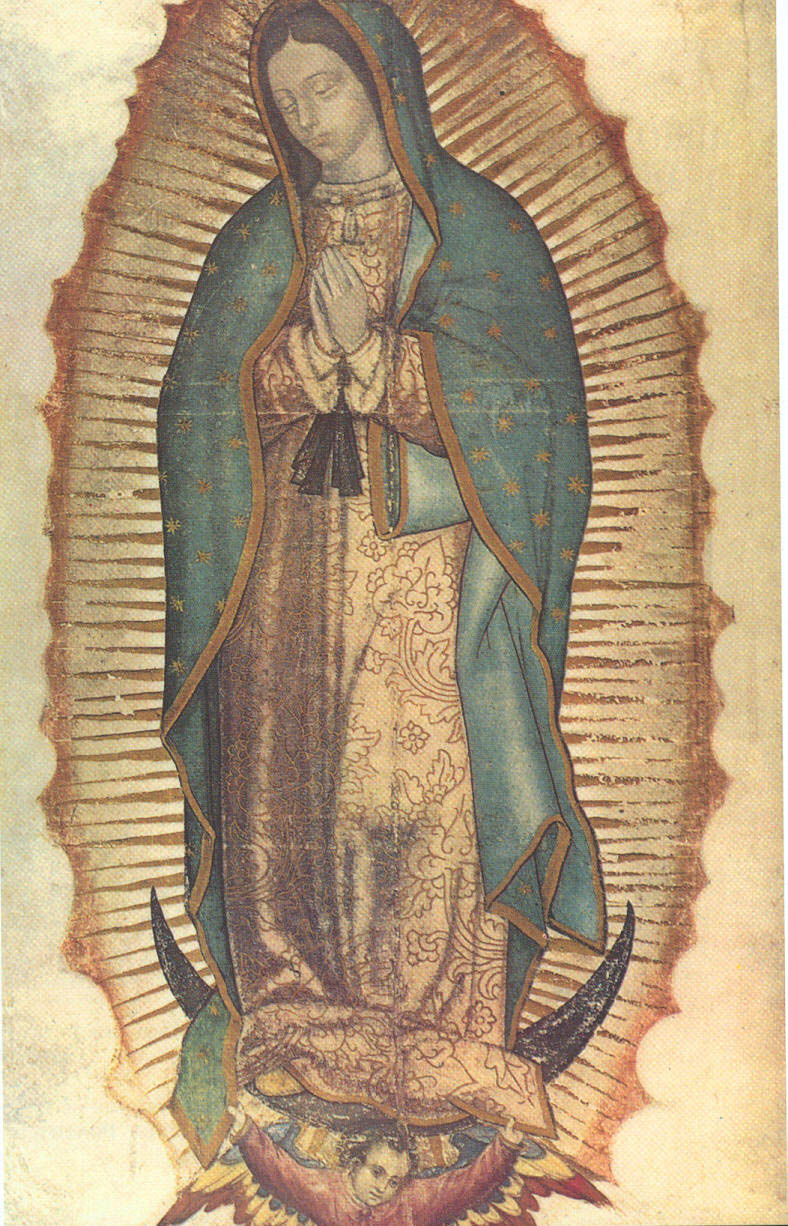
과달루페의 성모

과달루페의 성모(스페인어: Nuestra Señora de Guadalupe 또는 Virgen de Guadalupe)는 16세기 멕시코에서 발현했다고 전해지는 성모 마리아를 일컫는 호칭이다. 과달루페의 성모는 멕시코의 종교와 문화를 대표하는 이미지 가운데 가장 대중적인 이미지이다. 과달루페의 성모 축일 날짜는 12월 12일인데, 이는 성모 마리아가 멕시코 시티 인근의 테페약 언덕에서 성 후안 디에고에게 나타난 날짜인 1531년 12월 12일을 기념하여 제정한 것이다.
과달루페의 성모는 멕시코의 가톨릭 신자들에게 상당히 중요한 지위를 차지하고 있는 상징적인 존재이다. 그녀는 ‘아메리카의 수호자’로 공인되었다. 멕시코 시티에 있는 과달루페의 성모 대성당은 가톨릭 세계의 성소 가운데 두 번째로 큰 성소이다.
또한 과달루페의 성모는 멕시코 독립 전쟁 때부터 멕시코의 국가 상징물이기도 하다. 미겔 이달고와 에밀리아노 사파타가 이끈 군대는 이동할 때마다 과달루페의 성모가 그려진 깃발을 앞장세웠으며, 과달루페의 성모를 일반적으로 모든 멕시코 사람들의 상징물로 인식하였다. 멕시코의 유명한 소설가 카를로스 푸엔테스는 “자신이 기독교 신자가 아니라고 생각하는 사람도 과달루페의 성모님을 믿지 않는다면 진정한 멕시코인이라고 할 수 없다.”라고 말하였다.
노벨 문학상 수상자인 오타비오 파스는 1974년에 “성모 발현이 있은 지 2세기가 지난 지금, 과달루페의 성모는 이제 멕시코 국민들의 정신적 요람과 국민적인 행운의 대상으로써 유일무이한 지위를 차지하고 있다.”라고 썼다.

## 역사

### 발현 보고

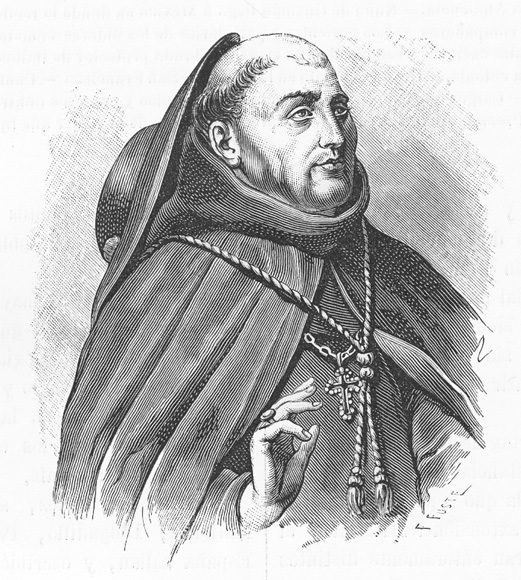
후안 데 수마라가

과달루페의 성모 발현 사건에 대한 가톨릭교회 측의 공식 설명에 따르면, 1531년 12월 9일 이른 아침, 인디언 원주민 후안 디에고가 미사에 참석하려고 테페약 언덕을 넘고 있었을 때 신비롭고 찬란한 빛을 내는 구름 속에 푸른 망토를 입은 성모 마리아가 그의 눈앞에 나타났다고 한다. 성모 마리아는 후안에게 나후아틀어로 “나는 하늘과 땅을 만드신 하느님의 어머니 성모 마리아이다. 나는 나를 사랑하고 믿으며 내 도움을 요청하는 지상의 모든 백성의 자비로운 어머니이다. 나는 그들의 비탄의 소리를 듣고 있으며 그들의 모든 고통과 슬픔을 위로하고 있다. 나는 너희가 나의 사랑과 연민, 구원 그리고 보호를 증거로 제시하는 표시로 내가 발현한 이곳에 성당을 세우길 바라고 있다. 그러니 너는 멕시코 주교관에 가서 이곳에 나를 위한 성당을 세우는 것이 내 소망임을 전하도록 하여라.”라며 자신이 발현한 장소에 성당을 세워 자신을 공경해 줄 것을 요청하였다.
후안 디에고는 이 메시지를 스페인에서 온 후안 데 수마라가 주교에게 전했으나, 주교는 전혀 믿으려 하지 않았다. 오히려 주교는 후안에게 그의 말이 참이라면 그것을 증명할 수 있는 기적의 증표를 보여달라고 요구하였다. 주교관에서 나온 그는 같은 날 성모 마리아를 만났던 장소로 다시 갔다. 그곳에서 성모 마리아를 다시 목격한 그는 주교가 자신의 말을 믿으려 하지 않는다며 하소연하였다. 그러자 성모 마리아는 “후안, 네가 처음 나를 만나서 이야기를 나누었던 장소에 가보아라. 산 위에 올라가면, 너는 거기에서 많은 장미꽃이 피어있음을 보게 될 것이다. 그것들을 주워 모아서 이곳에 가져와 내게 보여주어라.”라고 말했다.
테페약 언덕 정상은 꽃이 필 수 없는 험한 바위 언덕이었던데다가, 당시 계절도 꽃이 필 수 없는 겨울이었기 때문의 성모 마리아의 말은 상식적으로 납득이 가지 않았다. 그러나 후안은 그곳에 (그 지역 자생종이 아닌 주교의 고향인) 카스티야산 장미꽃들이 만발한 것을 목격하였고, 꽃들을 채집하여 자신의 틸마(인디언의 겉옷, 망토)로 쌌다. 그러고는 서둘러 내려와 성모 마리아에게 다시 갔다. 성모 마리아는 그가 가지고 온 장미꽃들을 보고 손수 그의 틸마에 가지런히 다시 놓아주었다. 뒤이어 그녀는 “후안, 이 여러 가지 장미송이들이 네가 주교에게 가져가야 할 표적이다. 너는 주교에게 이것들을 가져가서 내 소망을 깨닫도록 하고, 내가 요청한 일을 수행해야 한다는 것을 내 이름을 들어 말하도록 하여라. 너는 나의 심부름꾼으로서 신념을 지니고 행동하도록 하여라. 그리고 나는 너의 틸마에 싸인 꽃송이들을 주교 앞에 나아갈 때까지 풀어 보이지 않을 것을 엄격하게 명령한다. 그것들을 조심해서 가져가도록 하여라. 네가 그에게 모든 사실을 설명할 때, 내가 너를 산 위로 보냈으며 거기에서 이 꽃들을 발견했다고 전하여라. 그렇게 한다면 너는 그를 설득할 수 있을 것이며 내가 요구한 성당이 세워지는 날까지 너는 그의 도움을 받게 될 것이다.”라고 말하였다.
후안 디에고가 수마라가 주교에게 가서 “성모님이 보내신 꽃입니다. 받아주십시오.”라고 말하고는 틸마를 펼쳐 담아온 장미꽃들을 보여주었을 때, 신기하게도 장미꽃들이 마루 바닥에 폭포처럼 흩뿌려지면서 과달루페의 성모 형상이 후안 디에고의 틸마에 새겨져 나타나는 기적이 일어났다. 이를 본 수마라가 주교는 그 경이로움에 놀라 그 즉시 성모 형상이 새겨진 틸마 앞에 무릎을 꿇었다. 그리고 눈물을 흘리며 성모 마리아의 요청을 믿지 않고 무시한 죄를 지은 자신에 대해 용서의 기도를 바쳤다.

## 성화
성화에 새겨진 성모 마리아의 키는 1m 45cm이다. 피부색은 인디언처럼 거무스름한 황갈색이고 머리카락은 검은색이다. 목에 건 십자가 목걸이는 스페인 선교사들이 선교한 가톨릭교회를 표시한다. 머리에서 발 아래까지 길게 내려온 외투는 밝은 청록색으로, 이 색은 거룩함을 뜻하다. 이 외투에는 세례와 새로운 생활을 상징하는 46개의 팔각의 별로 장식되어 있다. 또 성모 마리아는 금빛의 꽃무늬가 새겨진 엷은 분홍색 드레스를 입고 있으며, 하얀 소매깃은 순교를 표시한다. 가슴 부근에 달린 검은색 리본은 토착민 전통에 의한 것으로 임산부를 의미한다. 그리고 성모의 모습은 햇빛과 같은 금빛 광선으로 둘러싸여 있고, 그 형상은 마치 광선이 구름을 물리치는 듯하다. 또 악마를 상징하는 검은 초생달을 밟고 서 있는데, 그 밑에는 한 어린 천사가 성모의 옷자락을 떠받들고 있다. 성모의 얼굴은 아주 아름다운 젊은 여성의 모습으로, 약간 홍조를 띤 두 볼과 아래를 내려다 보는 눈은 자비와 겸손을 드러내고 있다.
과달루페의 성모화는 흔히 우회적인 표현의 그림으로 해석된다. 1648년 소책자 《Imagen de la Virgen Maria》의 저자 미구엘 산체스는 과달루페의 성모화가 신약성서의 요한 묵시록 12장 1절에 나오는 “태양을 입고 발 밑에 달을 두고 머리에 열두 개 별로 된 관을 쓴 여인”을 표현한 것이라고 설명하였다.
그로부터 12년 후, 마테오 데 라 크루즈는 “과달루페의 성모화는 성모님께서 당신의 원죄 없으신 잉태를 도상학적인 표현으로 드러내신 것이다.”라며 반론을 제기하였다. 마찬가지로 1738년 미구엘 피카초는 과달루페의 성모화는 원죄 없으신 잉태의 “최고의 표현”이라고 설교하였다.

### 성화 분석

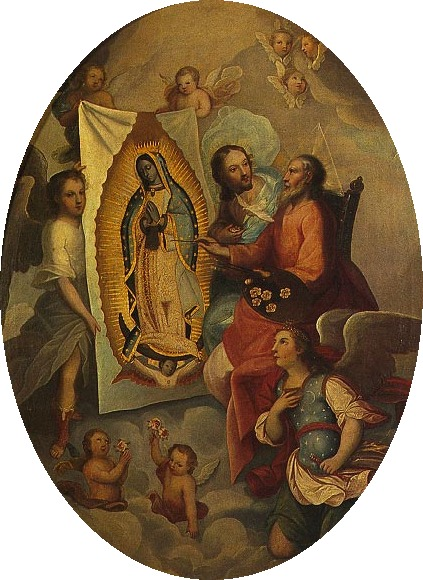
과달루페의 성모화를 손수 그리는 하느님 (18세기 그림)

2002년, 후안 디에고가 성인품에 오를 때 일각에서는 의혹의 눈길을 보냈다. 어떤 이들은 후안 디에고가 스페인 정복자들이 인디언들의 개종을 유도하려고 꾸며낸 상상 속의 인물이라고 주장하였다. 이에 대해 과달루페 외방 선교회 소속의 마요한 신부는 다음과 같이 반박하였다.
“후안 디에고의 증언은 스페인어가 아니라 인디언들의 언어로 채록됐다. 그리고 스페인 교회가 꾸며냈다면 왜 자국의 주교가 처음에 발현을 의심했다고 했겠는가. 더구나 가톨릭교회는 발현을 즉시 인정하지 않고 훨씬 나중에 공인했다.”
더구나 성모화는 현대과학으로 풀 수 없는 신비를 간직하고 있다. 1979년 적외선을 이용해 형상을 조사한 미국 과학자들은 “사람의 손으로 그린 그림이 아니다. 칠감이나 붓질의 흔적이 전혀 없다.”라는 결론을 내렸다. 특히 과학자들은 성모 마리아의 눈을 우주광학 기술로 2,500배 확대해 보는 순간 소스라치게 놀랐다. 홍채와 동공에 동일 인물들이 비쳤기 때문이다. 후안 디에고가 틸마를 펼쳤던 순간과 몇몇 인디언 가족들이 보였다. 과학자들은 “성모 마리아의 눈은 즉석 사진기처럼 눈앞의 형상을 그대로 포착했다.”라고 밝혔다.
과달루페의 성모화는 현재 과달루페의 성모 대성당 안에 걸려 있다. 476년이라는 세월이 흘렀지만 성모화의 섬유조직과 형태, 색감에는 아직도 변함이 없다.

## 멕시코의 상징

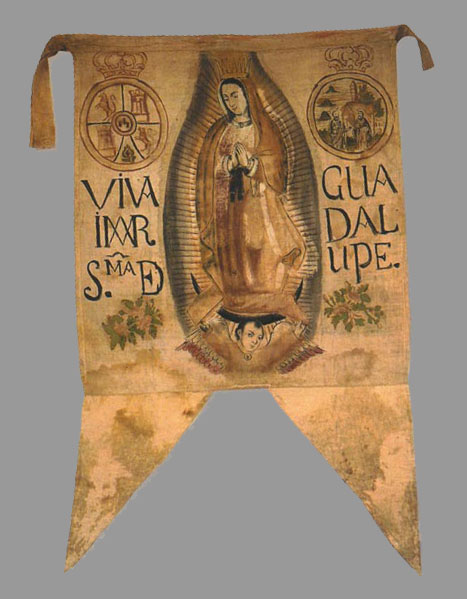
미구엘 이달고와 그의 반란군이 지녔던 군기

과달루페의 성모는 멕시코 독립 전쟁 이후부터 멕시코 사람들의 국민적인 상징물이 되었다. 독립군은 항상 과달루페의 성모가 그려진 깃발 아래 모여 전쟁을 수행하였으며, 이윽고 모든 멕시코 사람들을 상징하는 존재로 공인되었다.
과달루페의 성모를 주요 국가적 상징물로 처음 사용한 이는 미구엘 산체스로, 그는 스페인어로 성모 발현 사건을 기술한 최초의 작가이다. 산체스는 과달루페의 성모를 요한 묵시록에 나오는 묵시의 여인과 동일시하면서, 다음과 같이 쓰고 있다.
“동정 마리아께서는 투쟁을 통해 이곳 신대륙을 정복하셨다. 성모님께서는 영광스러운 목적을 위하여 궁리 끝에 멕시코인의 모습으로 발현해 메시지를 전하심으로써 멕시코인들이 당신의 영향을 받기 쉽게 하셨으며, 그 덕분에 멕시코 땅이 그분께 정복될 수 있었다.”
1810년 미구엘 히달고 이 코스틸라는 “과달루페의 성모여, 영원하여라! 나쁜 정부와 가추피네스에게 죽음을!”이라고 외친 말의 영향으로 생긴 돌로레스의 부르짖음(Grito de Dolores)과 함께 멕시코의 독립을 쟁취하기 위한 싸움에 나섰다. 이달고가 이끈 메스티소 토착민 군대는 과나후아토와 바야돌리드를 공격했을 당시, 자신들의 대의를 나타내는 휘장으로 과달루페의 성모 그림을 각기 다른 색으로 칠한 막대기와 리드 악기들 위에 놓아두었다. 그리고 그들 모두는 과달루페의 성모 그림이 들어간 모자를 착용하였다.

## 가톨릭교회에서의 과달루페

### 과달루페의 성모에 대한 교황들의 선언들
1754년 5월 25일, 교황 베네딕토 14세는 교서 《Non est equidem》을 발표하여 과달루페의 성모를 스페인 중부와 북아메리카를 한데 묶어 뉴 스페인이라 이름 지어진 땅의 수호성인으로 선언하였으며, 그녀를 위해 미사와 성무일도를 바치는 것을 승인하였다. 교황 레오 13세는 1891년에 새 성무일도를 승인하였으며, 1895년에 성화의 대관식을 장엄하게 거행하였다. 교황 성 비오 10세는 1910년에 과달루페의 성모를 라틴 아메리카의 수호성인으로 선포하였다. 1935년 교황 비오 11세는 과달루페의 성모를 필리핀의 수호성인으로 선포하였으며, 바티칸 정원에 이를 기념하는 기념비를 세웠다. 교황 비오 12세는 1945년에 과달루페의 성모를 “멕시코의 여왕이자 아메리카 대륙의 여제”로 공표하였으며, 1946년에는 “아메리카 대륙의 수호성인”으로 명칭을 제정하였다. 교황 요한 23세는 1961년에 “아메리카 대륙의 어머니”인 과달루페의 성모를 가리켜 모든 아메리카 주민들의 어머니이자 믿음의 교사라고 언급하며 그녀에게 전구를 청하였다. 그리고 1966년에는 교황 바오로 6세가 과달루페의 성모화를 보관하는 대성당에 황금 장미장을 수여하였다.
교황 요한 바오로 2세는 1979년 1월 31일에 교황으로서 이탈리아를 벗어난 첫 번째 사목 방문지로 과달루페를 선택하여 방문하였다. 그리고 1990년 5월 6일에 후안 디에고를 시복하였다. 1992년에 그는 바티칸에 있는 성 베드로 대성전 지하에 과달루페의 성모 경당을 지어 축성하였다. 1999년 1월 22일, 요한 바오로 2세는 아메리카 주교회의의 요청을 받아들여 과달루페의 성모 축일을 아메리카 대륙 교회 전체의 전례 축일로 지정하였으며, 다음날에 과달루페의 성모 대성당을 다시 방문하였다. 2002년 7월 31일, 그는 1천 2백만 명의 군중이 모인 가운데 후안 디에고의 시성식을 거행하였으며, 다음해에 성 후안 디에고(12월 9일)와 과달루페의 성모(12월 12일)를 로마 전례의 전례력에 기재하였다.

## 같이 보기
- 과달루페 (누에보레온주)
- 묵시록의 여인
- 성모 발현